# Wandelweg
Der Wandelweg in Kamp-Lintfort im Kreis Wesel in Nordrhein-Westfalen ist ein stadthistorischer Wanderweg entlang des renaturierten Bachlaufs der Großen Goorley. Er wurde am 15. Mai 2010 eröffnet und verbindet auf seinen 16 Stationen die Stadtgeschichte beider Ortsteile. Ausgangspunkt des ca. 2,5 km langen Weges ist das Kloster Kamp.
2020 fand dort die Landesgartenschau statt.

## Stationen
- Karte mit allen Koordinaten:
- OSM |
- WikiMap

### 1. Abteikirche
51° 30′ 10,1″ N, 6° 30′ 56,9″ O

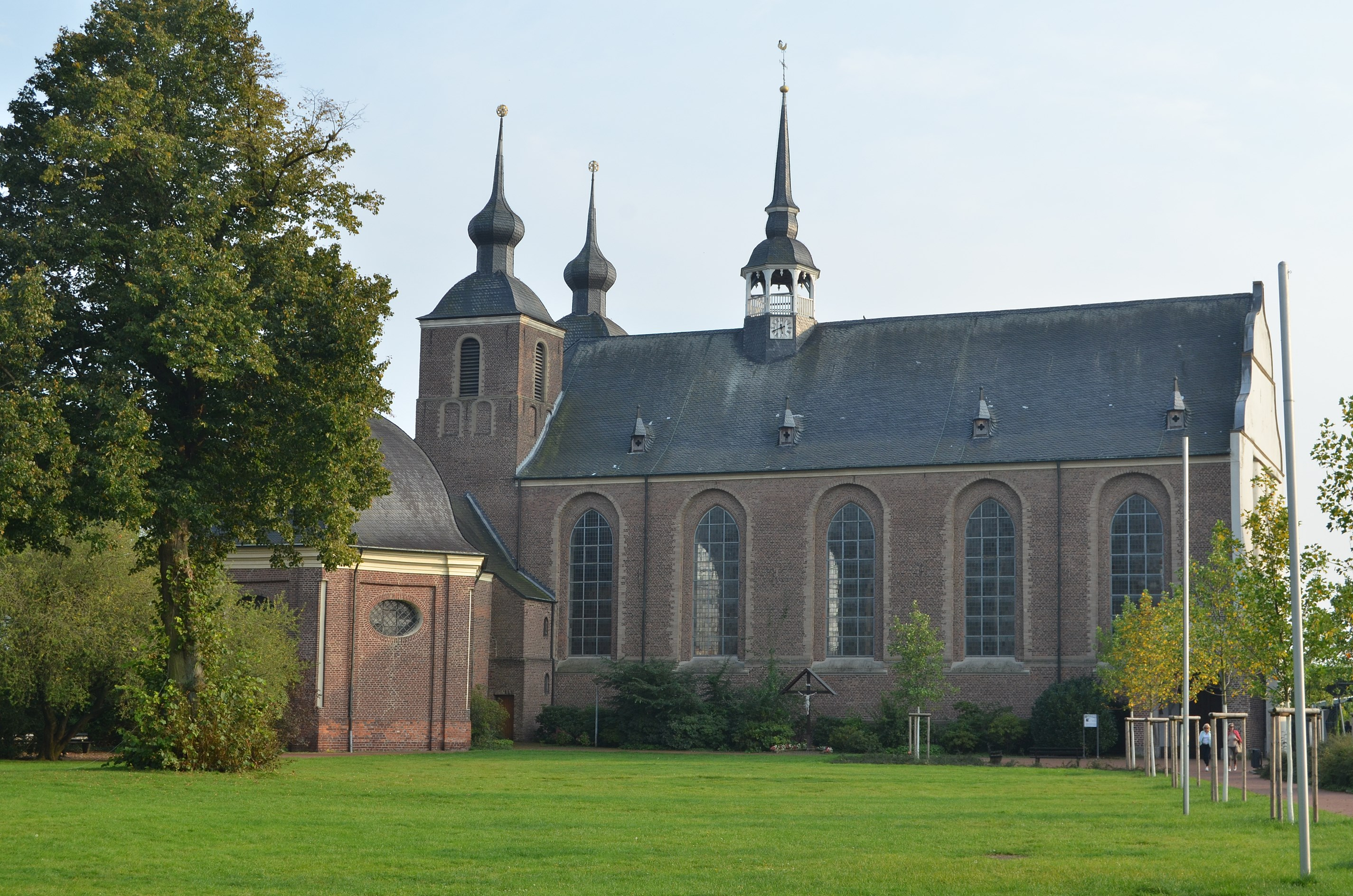
Abteikirche

Die Abtei Kamp gilt als ältestes Zisterzienserkloster im deutschsprachigen Raum. Nach Überlieferung geht es auf eine Stiftung des Kölner Erzbischofs Friedrich I. im Jahre 1123 zurück. Der Vorgängerbau der heutigen Backsteinkirche von 1150 wurde während des Truchsessischen Krieges 1585 fast vollständig zerstört. Es blieb nur die Spitze des Chorraumes erhalten. Um 1683 erfolgte der Wiederaufbau. 1714 wurde sie im nordöstlichen Teil mit der sechseckigen Marienkapelle ergänzt. Während der französischen Herrschaft wurde der Klosterstatus entzogen und das Gebäude nur noch als Pfarrkirche genutzt.
Zu dem wertvollen Kircheninventar zählt unter anderem die reich verzierte Orgel des Orgelbauers Johann Jacob Brummerts (1668–1729) aus dem Jahre 1720, ein neugotischer Retabelaltar aus dem 19. Jahrhundert sowie ein Zelebrationsaltar, geschaffen 1982 von dem Bildhauer Michael Franke aus Erkelenz. Die Altarplatte aus dem 13. Jahrhundert wurde bei Grabungsarbeiten an der Kirche gefunden. In dem Altar befindet sich in einer eingelassenen Nische die Schädelreliquie der Märtyrerin Heilige Agatha.
Im Vorraum der Marienkapelle befindet sich ein Gemälde aus der Rubensschule. Das Bild Die Anbetung der Könige stammt aus dem 17. Jahrhundert.

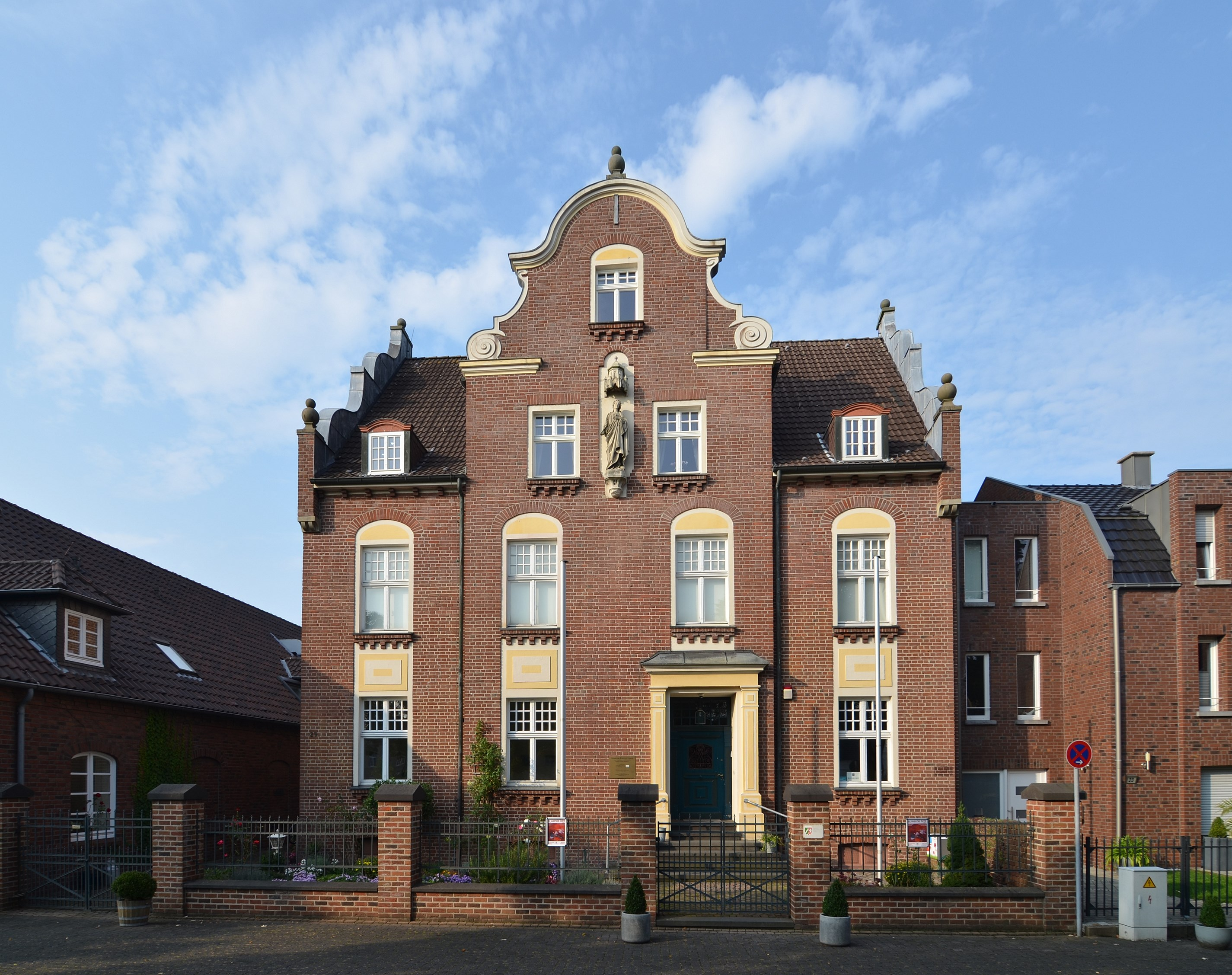
Agatha-Stift

### 2. Museum Kloster Kamp
51° 30′ 14,2″ N, 6° 30′ 58,5″ O
Das Klostermuseum im ehemaligen Agathastift wurde 1987 gegründet. Es zeigt die wechselvolle Geschichte der Klosteranlage und dokumentiert das Leben und Wirken des Zisterzienserordens. Ausgestellt sind alte Gemälde, kostbare liturgische Gewänder und Gegenstände sowie weitere seltene Originale aus dem kirchlichen Umfeld. Als kunsthistorisch besonders einmalig gilt der handbestickte Altarvorhang, das Kamper Antependium.
Er zählt zu den kostbarsten Nadelmalereiarbeiten des Rheinlandes und stammt aus der ersten Hälfte des 14. Jahrhunderts.
2005 wurde das Museum grundlegend umgestaltet und mit einem audiovisuellen Angebot ergänzt. Viermal pro Jahr finden im Erdgeschoss Wechselausstellungen statt.

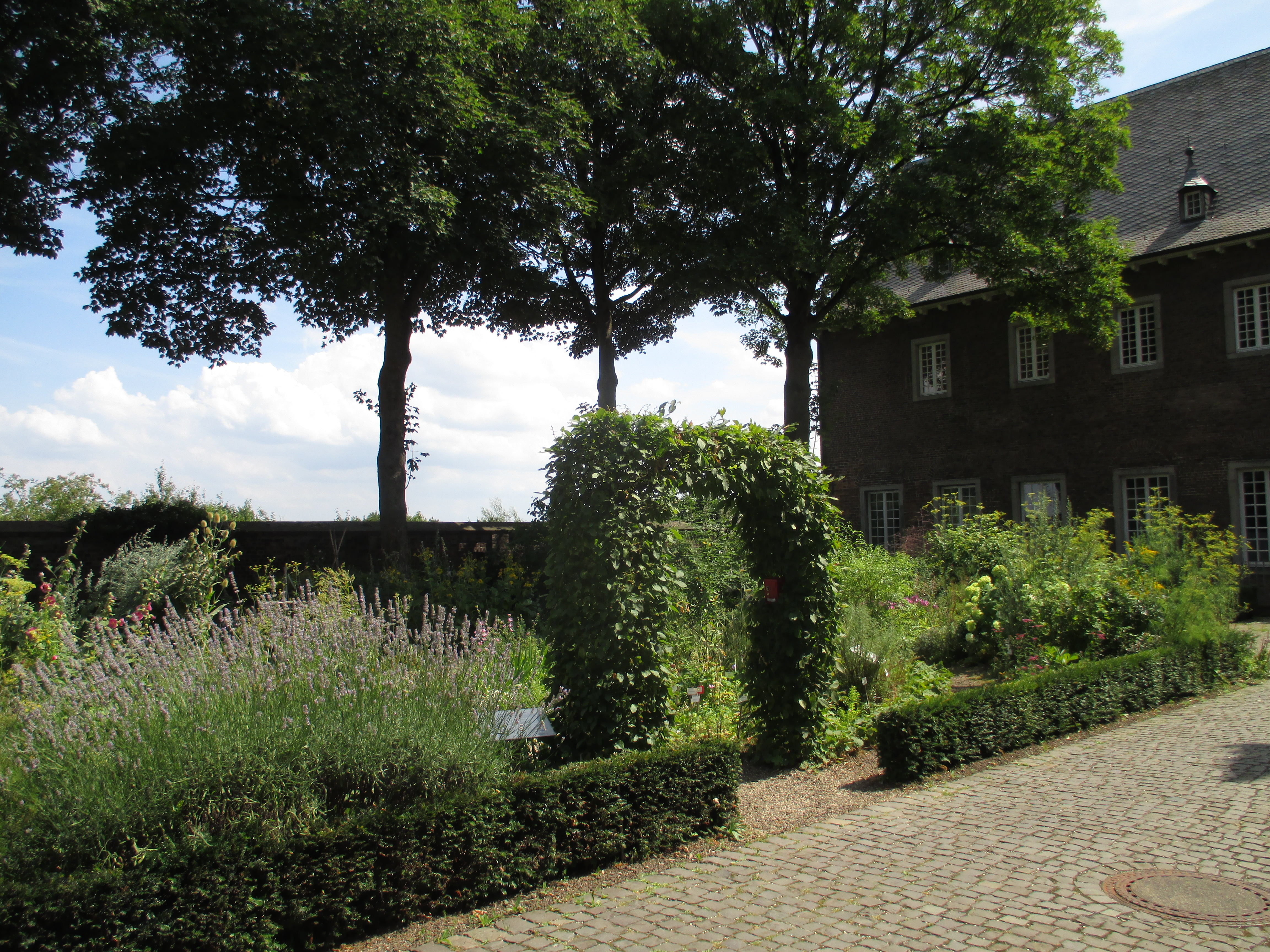
Kräutergarten

### 3. Kräutergarten
51° 30′ 10″ N, 6° 30′ 59,4″ O
Der Kräutergarten am Eingang zum Geistlichen und Kulturellen Zentrum Kloster Kamp wurde 2012 als Garten der Sinne neu angelegt. Grundlage der Bepflanzung sind duftende Gewürz- und Heilkräuter aus der Volksmedizin. Er wird ehrenamtlich bewirtschaftet. 2016 wurde er durch eine Fachjury beim Callwey-Verlag zu einem der 50 schönsten Privatgärten Deutschlands gekürt.

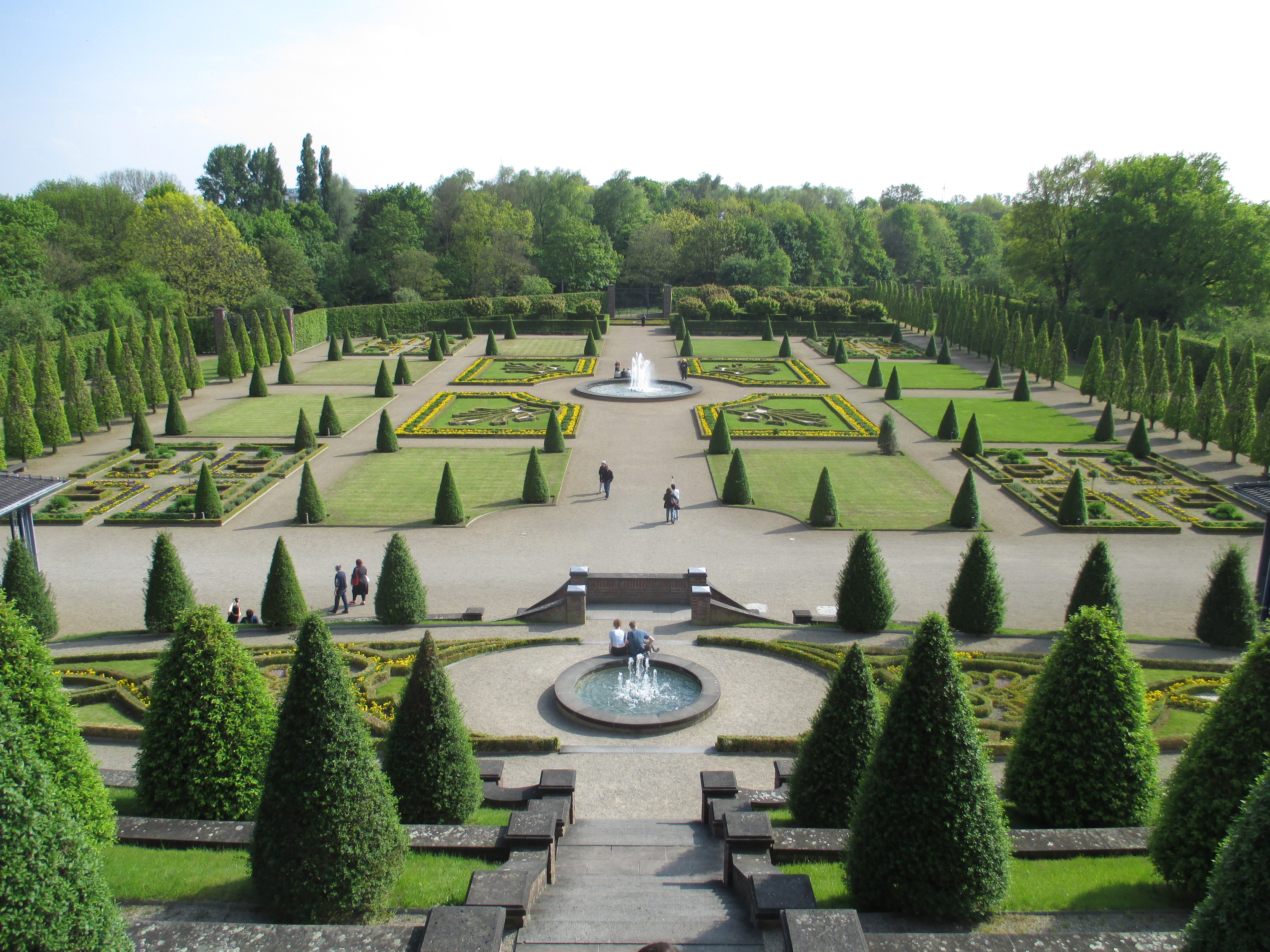
Terrassengarten

### 4. Terrassengarten
51° 30′ 7,2″ N, 6° 30′ 56,9″ O
Gartenbaudenkmal am Südhang des Kamper Berges: Der erste Terrassengarten wurde während der Amtszeit des Abtes Edmundus von Richterich (1695–1715) im Jahr 1700 geschaffen und 1740 von dem Mönch Benedictus Bücken im barocken Stil umgestaltet. Der Garten sollte mit seiner Architektur, seinen Beeten, Wegen, Figuren und Wasserspielen ein Gesamtkunstwerk bilden. Die Terrassen des Südhangs wurden abwechselnd mit Obstbäumen und Eiben in Pyramidenform bepflanzt. Ein Kupferstich von August Querfurth und Ernst Ludwig Ceite aus dem Jahre 1747 zeigt die Gartenanlage in ihrer damaligen Pracht.
Während der französischen Besatzung von 1794 bis 1804 verfielen der Garten und die Klosteranlage. Der einstige Barockgarten geriet zunehmend in Vergessenheit. Erst 1986 rekonstruierte die Stadt Kamp-Lintfort den Terrassengarten nach dem alten Kupferstich von 1747. Nach mehrjähriger Bauzeit wurde er 1990 wieder eröffnet.

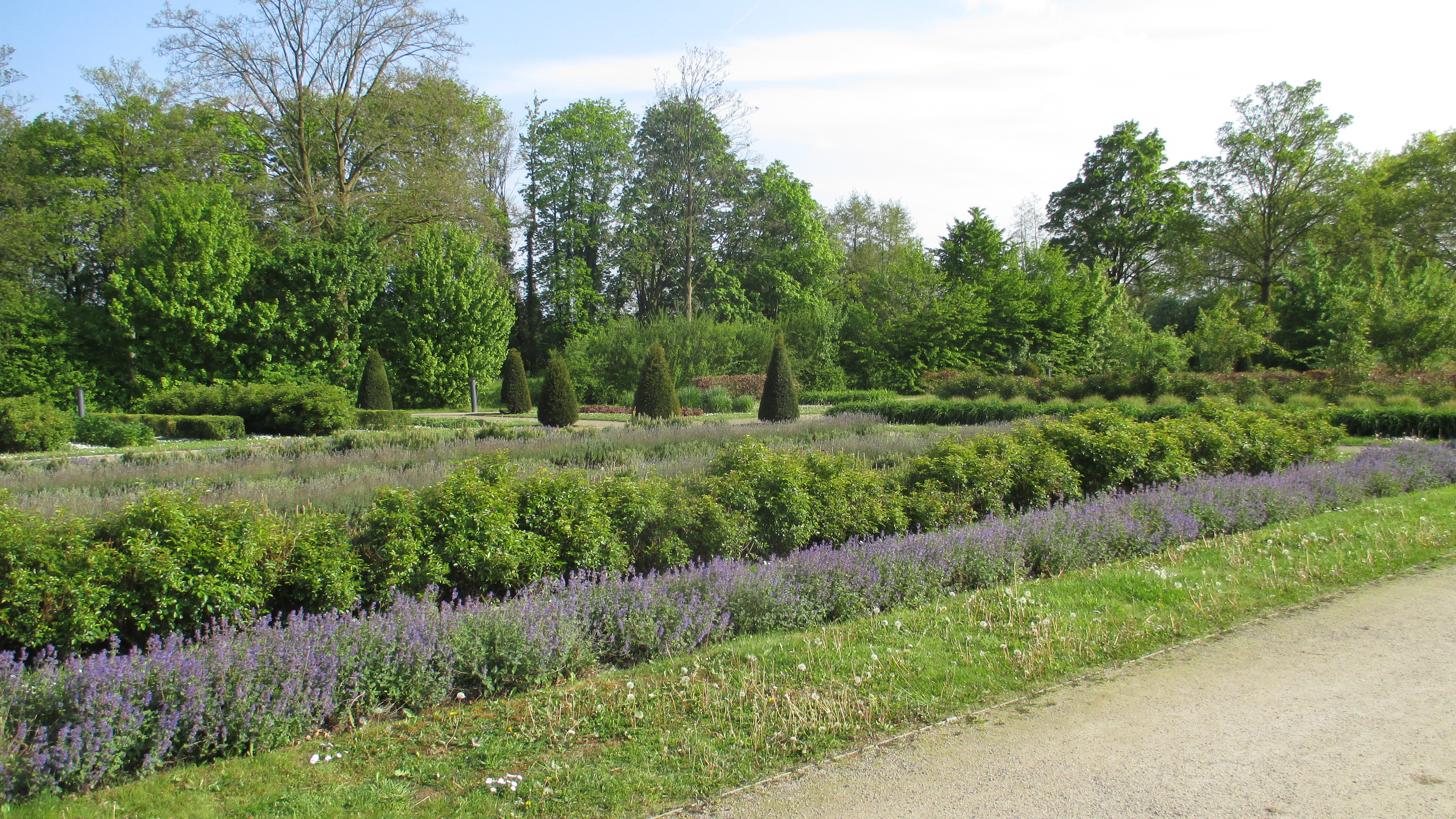
Alter Garten

### 5. Alter Garten
51° 30′ 11,4″ N, 6° 31′ 10,9″ O
Am Osthang des Kamper Berges befindet sich der Alte Garten. Auch er zählte zu den vergessenen Gärten des Klosters. Nach der Auflösung der Abtei 1802 wurde der Alte Garten als Pastoratsgarten genutzt, bis er im Laufe des 20. Jahrhunderts nach und nach in Wiesen umgewandelt wurde. Nur die historische Flurbezeichnung blieb.
Zwischen 2004 und 2007 rekonstruierte man den Alten Garten nach Bildtafeln aus dem 18. und 19. Jahrhundert. Das Bepflanzungskonzept der Beete wurde nach dem Farbkreis angelegt. In Pflanzengemeinschaften gedeihen Blumen, Stauden, Sträucher und Gräser in allen Farbvarianten. Die Blütenpracht hat aber auch einen praktischen Nutzen. Die Bienen der nahegelegenen Imkerei finden dort eine weitere Futterquelle.

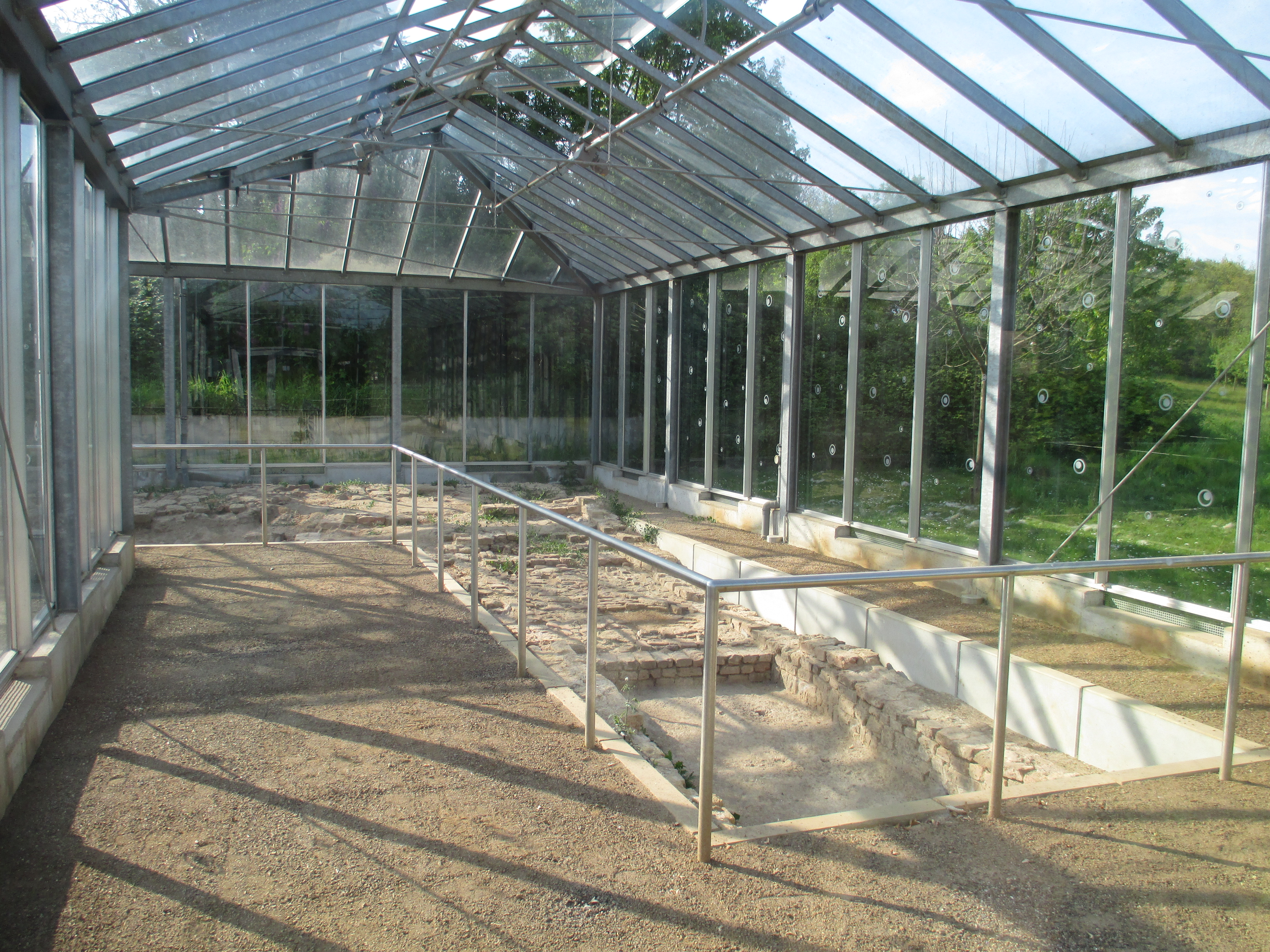
Archäologie im Glashaus

### 6. Archäologie im Glashaus
51° 30′ 13,1″ N, 6° 31′ 10,2″ O
Ausgrabungsstätte im Alten Garten, geschützt von einem Gartenhaus: Bevor der Alte Garten rekonstruiert wurde, führte das Rheinische Amt für Bodendenkmalpflege des Landschaftsverbandes Rheinland an verschiedenen Stellen archäologische Grabungen durch und fand die Überreste eines Gartenhäuschens und einen Brunnen. Die Mauerreste weisen auf eine Bauzeit um 1714 hin. Dies lässt darauf schließen, dass der Garten erst nach dem Truchsessischen Krieg (1583–1588) angelegt wurde.

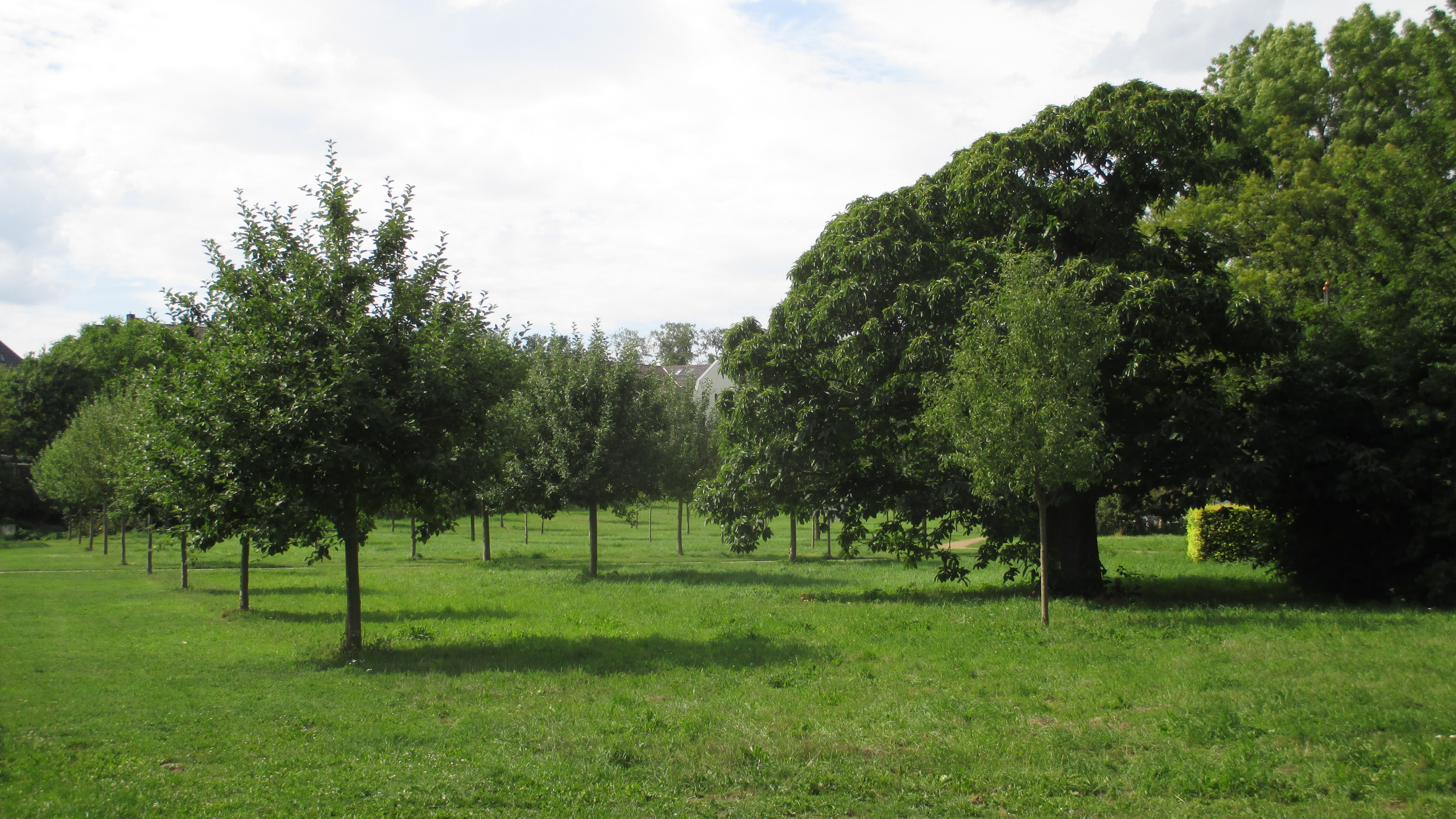
Hochzeitswiese / Grand Verger

### 7. Hochzeitswiese / Grand Verger
51° 30′ 14,4″ N, 6° 31′ 11,6″ O
Auf der Streuobstwiese Grand Verger können Hochzeitspaare aus Kamp-Lintfort ihren eigenen Obstbaum pflanzen, symbolisch für die Partnerschaft, die im Laufe der Jahre wächst und Früchte bringen soll. Traditionell werden alte Obstsorten gepflanzt, die bereits zu den Zeiten des Klosters gezüchtet wurden, unter anderem die Apfelsorte Graue Französische Renette, eine der ältesten Sorten des Kulturapfels.

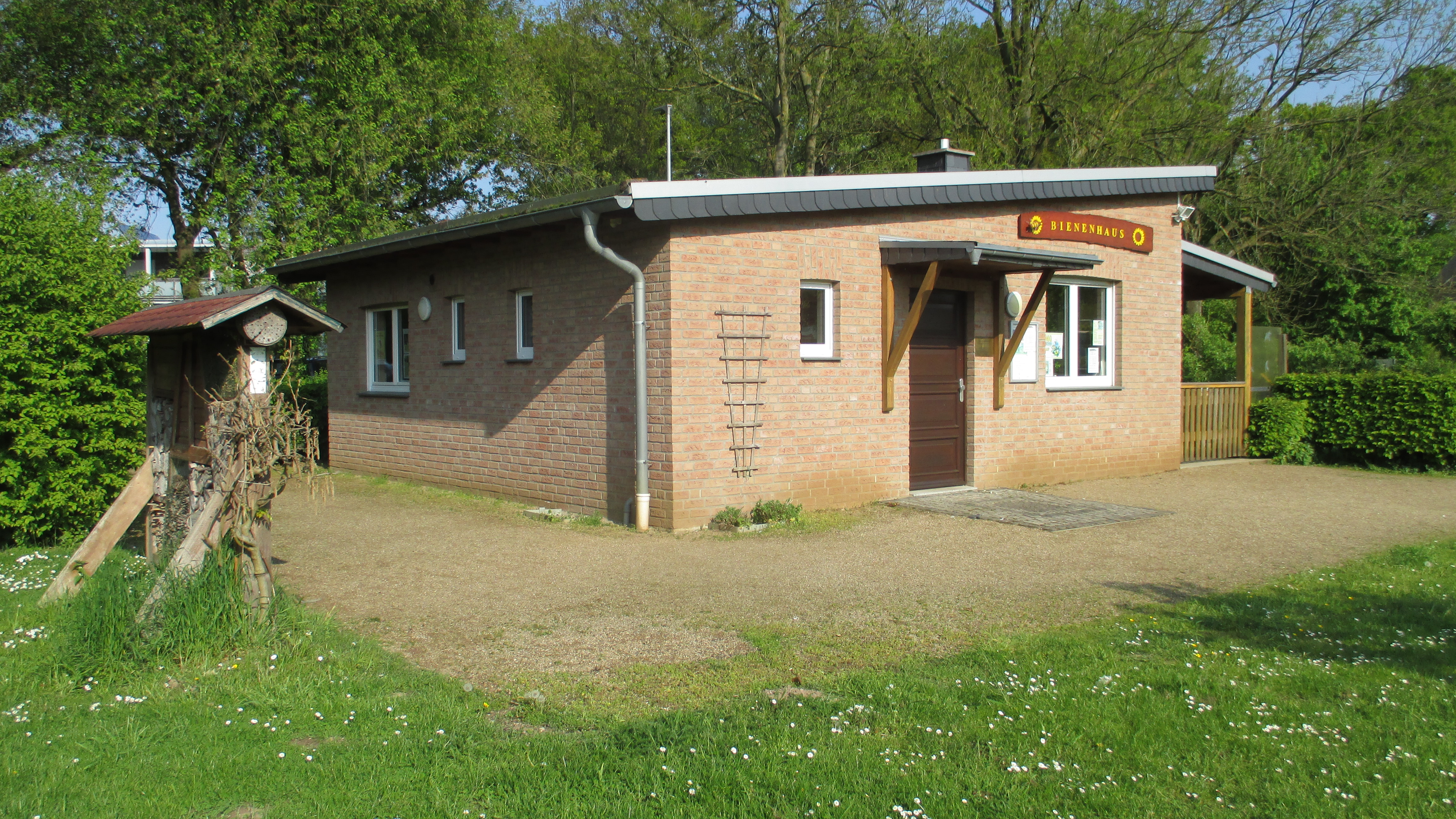
Bienenhaus

### 8. Bienenhaus
51° 30′ 14,6″ N, 6° 31′ 12,4″ O
Eine Holzskulptur von Bernhard von Clairvaux (ca. 1090–1153) mit einem Bienenkorb in der ehemaligen Abteikirche zeigt die hohe Bedeutung der Bienenzucht bei den Zisterziensern. Als Selbstversorger waren die Mönche auf die fleißigen Insekten angewiesen, sei es für die Bestäubung der vielen Obstbäume oder für die Honig- und Wachsproduktion. Nach diesem Vorbild beschloss die Stadt Kamp-Lintfort 2006 unterhalb der ehemaligen Abtei Kamp ein Bienenhaus zu bauen. Bewirtschaftet wird es vom örtlichen Bienenzuchtverein Vierquartieren (1911 gegründet). Der Lehrbienenstand ist jeden Sonntag von 14:00 bis 17:00 Uhr geöffnet.

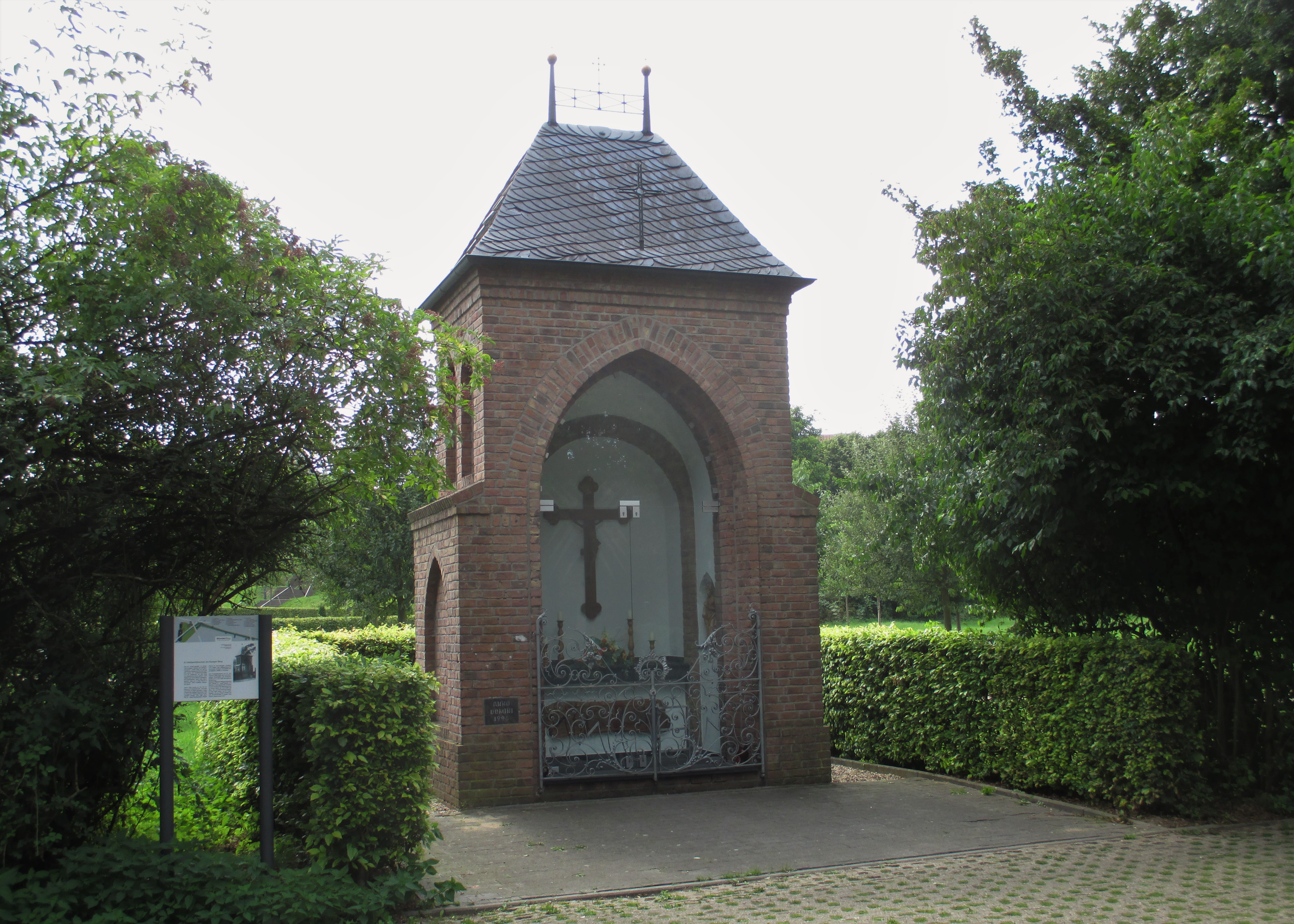
Heiligenhäuschen

### 9. Heiligenhäuschen
51° 30′ 13,4″ N, 6° 31′ 13,7″ O
Die St.-Josef-Kapelle, besser bekannt als das Heiligenhäuschen, wurde 1894 von der St.-Johannes-Nepomuk-Bruderschaft Alt-Lintfort als Fronleichnamsaltar und als Haltepunkt auf dem Weg zur Abteikirche Kamp gebaut. 1963 wurde die Kapelle wegen der Straßenplanung der B 510 abgerissen. Zum 550-jährigen Jubiläum des Klosters Kamp 1998 am Parkplatz am Alten Garten wurde sie wieder aufgebaut. Seit 1999 führt dort auch wieder der Weg der Fronleichnamsprozession vorbei.

### 10. Ehemalige Badeanstalt Am Spiegel
51° 30′ 9,2″ N, 6° 31′ 13,4″ O
Für die erste gemeindeeigene Badeanstalt staute man unterhalb des Klosterberges das Wasser der Fossa Eugenia zu einem 1000 m² großen See auf. Er wurde 1925 als Freibad eröffnet. Den Namen Am Spiegel erhielt es durch den Terrassengarten der Abtei Kamp, der den See an einen Spiegel mit altmodischer Einfassung erinnern ließ.
1934 musste die Badeanstalt jedoch wegen Bergsenkung verlegt werden. Als neues Freibad wurde zwischen 1935 und 1963 der Pappelsee in der Nähe der Beamtensiedlung angelegt.

### 11. Fossa Eugeniana
51° 30′ 12,9″ N, 6° 31′ 21,3″ O
Die Fossa Eugeniana sind Überreste des Kanals, den die Spanier 1626 zwischen Maas und Rhein anlegten, um einen von den Holländern unabhängigen Handelsweg zu haben. Benannt wurde sie nach Isabella Clara Eugenia, die Statthalterin der spanischen Krone in den Niederlanden. Überfälle, technische und finanzielle Probleme brachten den Bau 1692 zum Erliegen. Der unvollendete Kanal gilt als größtes Baudenkmal im Kreis Wesel. In Kamp-Lintfort ist der Kanal entlang der B 510 als Wasserlauf noch gut zu erkennen. An der Eugeniastraße sind die Überreste ein Bodendenkmal.

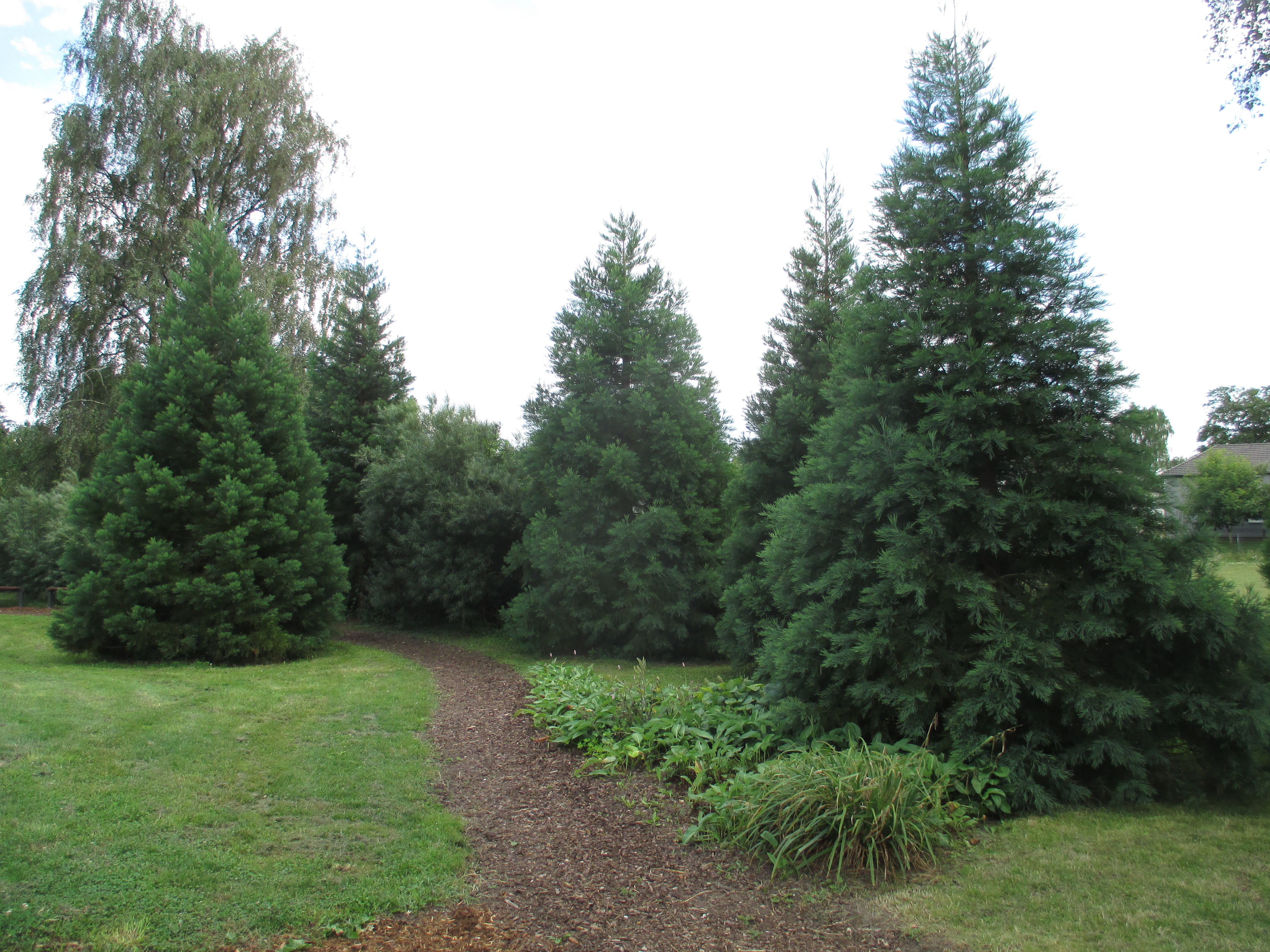
Mammutbaumwäldchen

### 12. Mammutbaumwäldchen
51° 30′ 12,5″ N, 6° 31′ 27,3″ O
Zur Erinnerung an ihre geologischen und wirtschaftlichen Wurzeln legte die Stadt Kamp-Lintfort das Mammutbaumwäldchen an. Während des Karbon dehnten sich dort Sumpfwälder aus, die sich im Laufe der Jahrmillionen in Steinkohle umwandelten. Das urtümliche Wäldchen mit seinen Mammutbäumen, Sumpfzypressen, Schachtelhalmen und Farnen soll einen Einblick in diese Zeit geben.

### 13. Wasserwirtschaft
51° 30′ 12,2″ N, 6° 31′ 32,4″ O
Bevor 1934 das erste Klärwerk der Linksrheinischen Entwässerungs-Genossenschaft (LINEG) in Kamp-Lintfort an der Konradstraße gebaut wurde, entsorgte die Bevölkerung ihr Abwasser über Sickergruben. Davor wurde die Wasserversorgung über die Brunnenfelder der Schachtanlage Friedrich Heinrich, westlich des Schachtes Norddeutschland, sichergestellt. In der Bergarbeiterkolonie musste Trinkwasser aus Brunnen geholt werden, während die Beamtensiedlung schon über Leitungsnetze verfügte. Bis 1968 war die Wasserwirtschaft in Betrieb und wurde durch einen Neubau an der Moerser Straße ersetzt.
Der 1954 erbaute Trafoturm für die Pumpanlage Geisbruch und die Kläranlagen an der Konradstraße und Moerser Straße wurde 1983 stillgelegt. Er dient heute als Aussichtsturm.

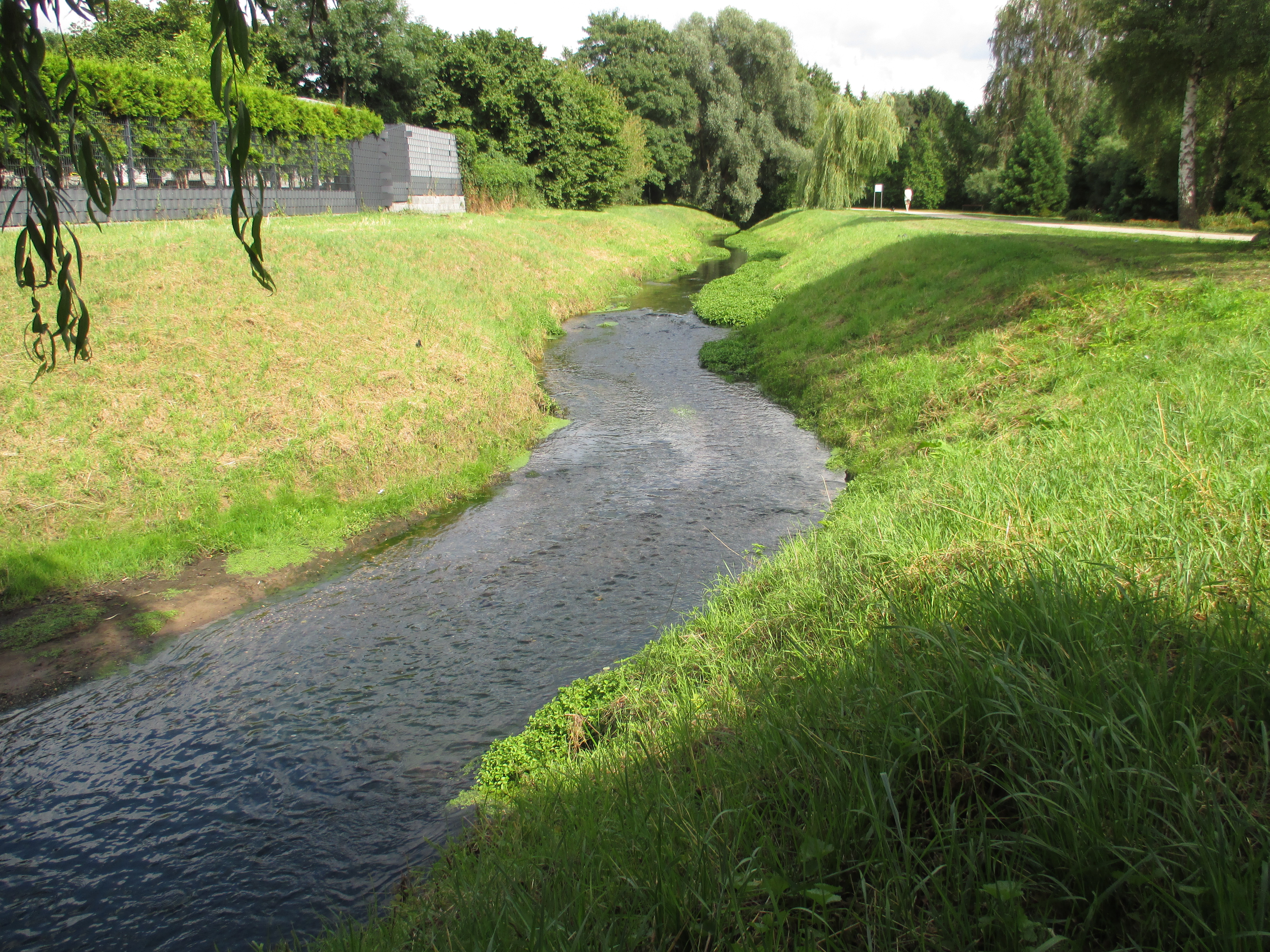
Große Goorley

### 14. Große Goorley
51° 30′ 8,7″ N, 6° 31′ 43,7″ O
Ursprünglich war die Große Goorley einer der vielen Entwässerungskanäle des Rheins. Sie floss bis 1906 als gemächlicher Bachlauf vom heute nicht mehr vorhandenen Gormannshof in Lintfort westlich zur Fossa Eugeniana. Auf dem Betriebsgelände der Zeche Friedrich Heinrich wird sie unterirdisch durch Rohre geleitet. Ab der Industrialisierung zu Beginn des 20. Jahrhunderts wandelte sie sich zum Abwasserkanal der Zeche Friedrich Heinrich sowie der angrenzenden Wohn- und Geschäftshäuser entlang der Moerser Straße. Zwischen 1998 und 1990 wurde die Große Goorley renaturiert und dient als landschaftliche Verbindung der Ortsteile Kamp und Lintfort.

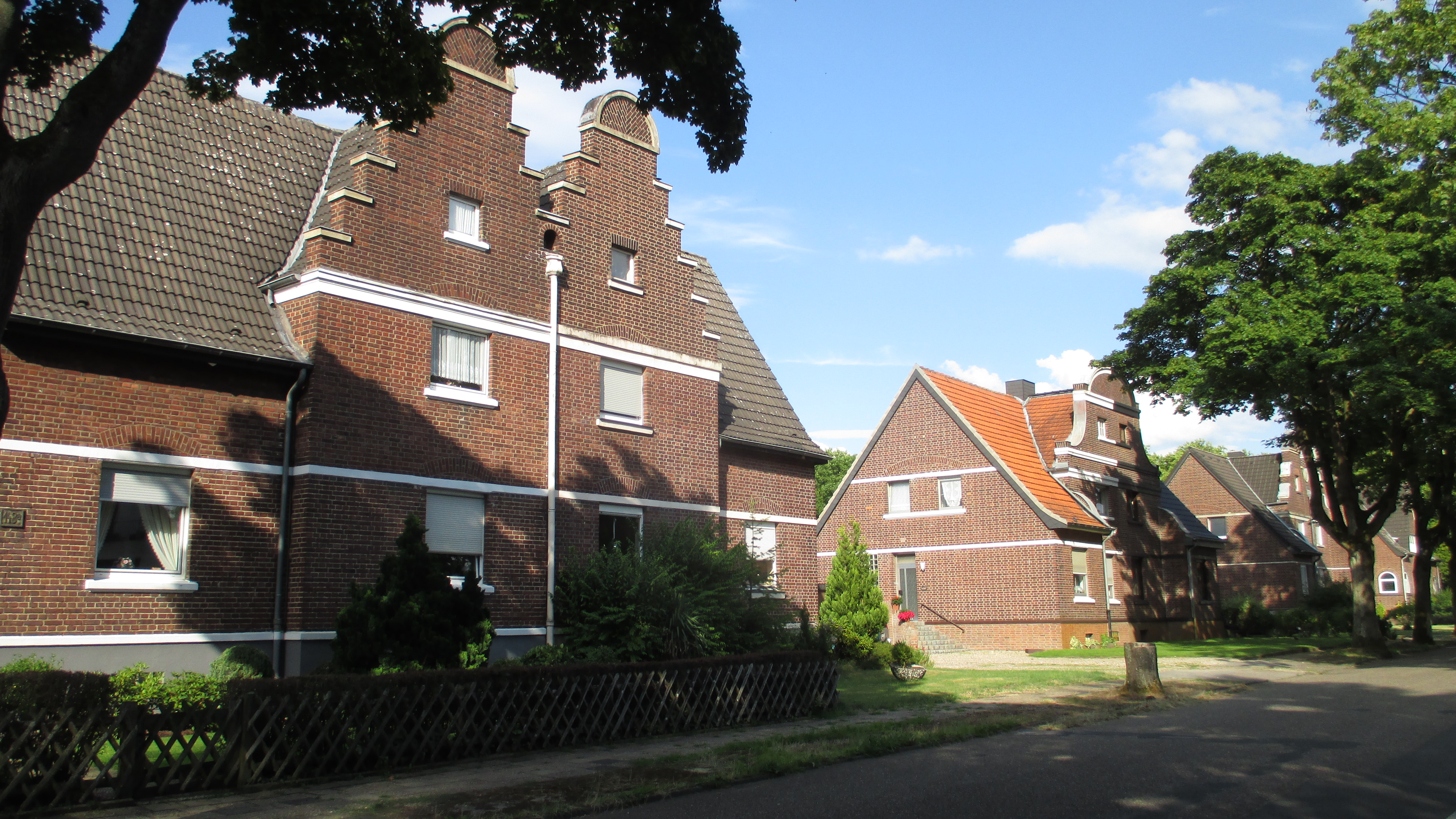
Beamtensiedlung an der Bertastraße

### 15. Beamtensiedlung
51° 29′ 57,5″ N, 6° 32′ 28,3″ O
Die Beamtensiedlung wurde zwischen 1907 und 1930 erbaut. In dieser Werkssiedlung der Zeche Friedrich Heinrich wohnten die besser verdienenden Betriebsangehörigen wie Steiger und die kaufmännischen Angestellten. Diese bezeichneten sich selbst gerne als „Bergbau-Beamte“. Im Unterschied zu der Alt-Siedlung, in der die einfachen Zechenarbeiter wohnten, waren die Grundstücke und Häuser der Beamtensiedlung mit größeren Wohn- und Freiflächen gestaltet und mit Wasserleitungen ausgestattet. Das werkseigene Casino im Park sorgte dafür, dass die Privilegierten unter sich bleiben konnten.
Mit Gründung der Ruhrkohle AG 1963 war man auf Wohneigentum nicht mehr so erpicht. Die Häuser gingen nach und nach in Privatbesitz über. Eine Gestaltungssatzung sorgt dafür, dass der Gesamteindruck der Siedlung erhalten bleibt.

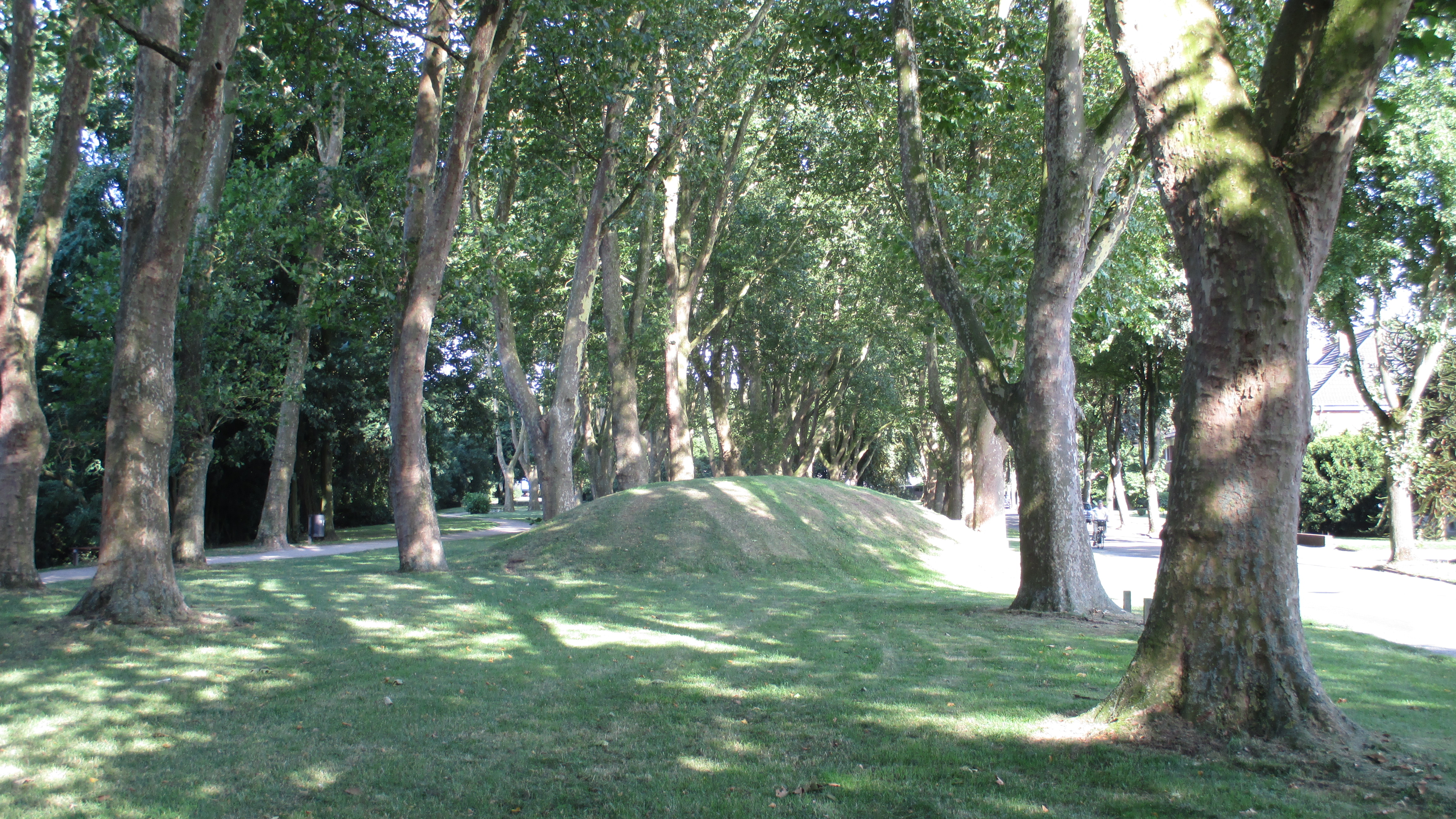
Stephanswäldchen

### 16. Stephanswäldchen
51° 29′ 58,4″ N, 6° 32′ 35,7″ O
1981 erwarb die Stadt Kamp-Lintfort das Stephanswäldchen an der Großen Gorley vom heimischen Bergbau. Schon in den 1920er Jahren wurde das Platanenwäldchen saisonal bepflanzt und diente der Bergbauregion als Parkanlage. Als der Wandelweg angelegt wurde, gestaltete man den Eingangsbereich an der Friedrich-Heinrich-Straße neu. Das Rondell im südlichen Bereich des Stephanswäldchens wurde mit einem Natursteinkreis von 50 Metern Durchmesser umgeben. In den Sommermonaten finden dort Open-Air-Konzerte statt. Die musikalische Palette reicht von Jazz über Musical und Klassik.
Als weiterer Ankerpunkt des historischen Stadtspaziergangs liegen die Universität und das ehemalige Zechengelände der „Fritz´n Hen“ (Friedrich-Heinrich) auf dem Weg. Dieses wird zurzeit umgestaltet, da es ab 2020 ein Teil der Landesgartenschau werden soll. Geplant ist eine hügelige, terrassenartige Parkanlage mit vielen Aussichtspunkten.